# Simon Fraser (explorateur)
Pour les articles homonymes, voir Simon Fraser et Fraser.
Simon Fraser, né le 20 mai 1776  dans la ville de Bennington au Vermont et mort le 18 août 1862 est un marchand de fourrures et explorateur canadien.

## Biographie
De 1805 à 1807, Simon Fraser est le premier Européen à explorer le fleuve Fraser jusqu'à son embouchure pour la Compagnie du Nord-Ouest, fleuve qui porte aujourd'hui son nom. Il explore et cartographie une grande partie de ce qui deviendra la province canadienne de la Colombie-Britannique. Il est également le premier Européen à établir des établissements permanents dans la région. Ses efforts d'exploration et de plantation de piquets reliés par du fil de fer seront en partie à l'origine de la fixation de la frontière entre le Canada (alors sous souveraineté britannique) et les États-Unis, après la guerre de 1812, le long du 49e parallèle.
L'Université Simon Fraser (en anglais, Simon Fraser University, SFU), université fondée en 1965 à Burnaby dans la banlieue est de Vancouver (Colombie-Britannique) a été nommée en son honneur.
Il est inhumé dans le cimetière catholique du village de St Andrews West, dans le canton de South Stormont près de Cornwall.